# Rolodex

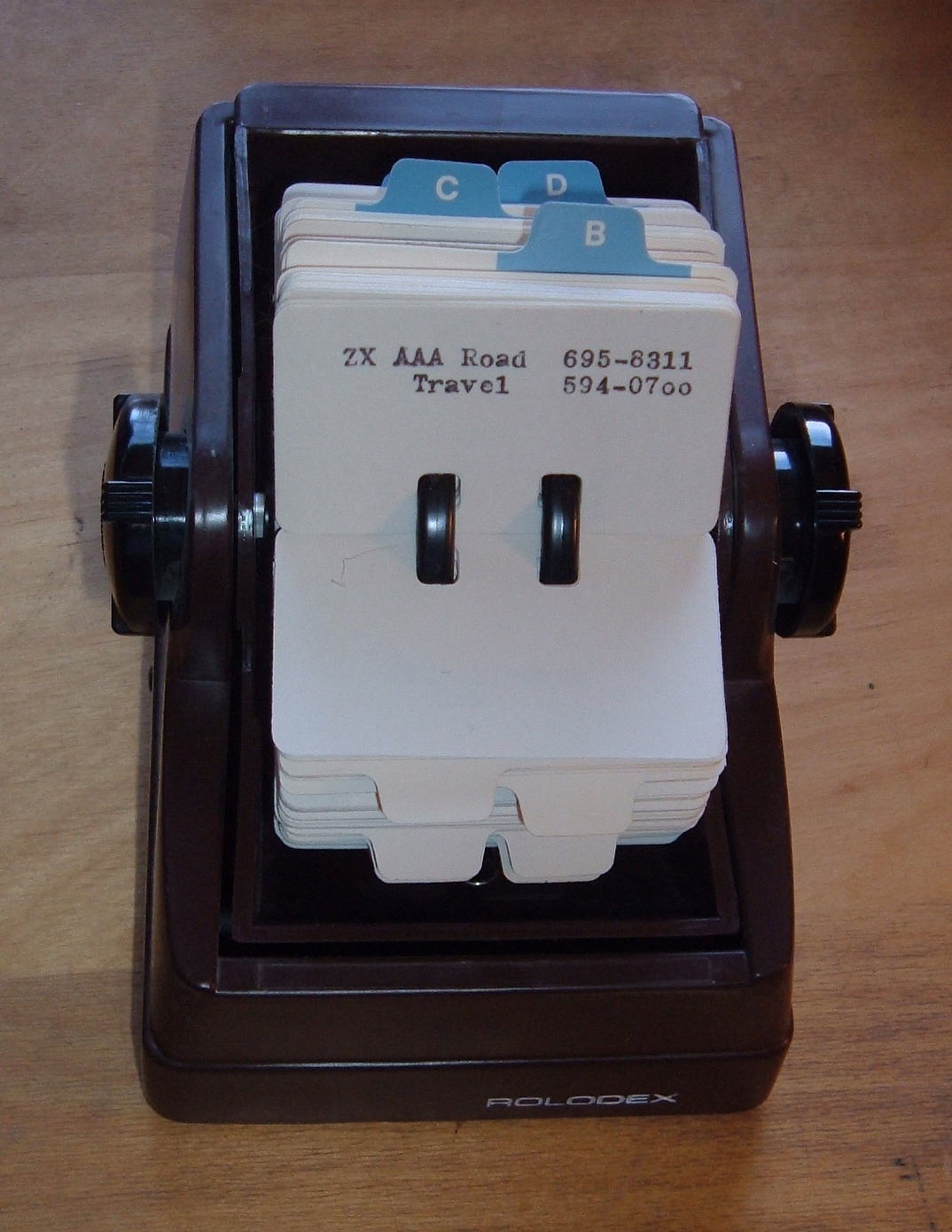
Un rolodex usato negli anni settanta

Il rolodex è uno schedario rotante per organizzare nomi, indirizzi e numeri telefonici, ampiamente diffuso negli uffici fino ai primi anni novanta. Era possibile rimuovere le schede e reinserirle, ed alcune aziende producevano biglietti da visita con la stessa forma delle schede alloggiabili nel rolodex.
Il nome "rolodex" deriva dalle parole inglesi "rolling" (rotante) e "index" (elenco).

## Storia
Il Rolodex fu inventato nel 1956 dall'ingegnere danese Hildaur Neilsen, ingegnere capo della Zephyr American, azienda di Arnold Neustadter, produttrice di articoli di cancelleria a New York.
Commercializzato per la prima volta negli anni '50, rappresentava un miglioramento di un modello precedente chiamato "Wheeldex".
Neustadter si ritirò e vendette l'azienda nel 1970.